# 馬泰奧·岡杜齊
馬泰奧·埃利亞斯·康佐·古恩度斯·奧利耶（法語：Mattéo Elias Kenzo Guendouzi Olié，發音：[mateo ɡɛnduzi] ⓘ；1999年4月14日—），是一名法國職業足球員，目前效力於意甲球會拉齐奥，司職中場。
古恩度斯的父親是摩洛哥人，母親是法國人。

## 球會生涯

### 早期生涯
古恩度斯曾效力巴黎圣日耳曼的青年軍，於2014年，他轉投洛里昂的青年軍，其後於2016年由洛里昂 B隊被提升至一線隊。

### 羅連安特
2016年10月15日，古恩度斯於主負南特1比2的聯賽中，首次為羅連安特一線隊上陣。於2016-17賽季，他各項賽事上陣9次。羅連安特於聯賽以第18名完成賽季，於次季需降班至法國乙組足球聯賽。
於2017-18賽季，古恩度斯於各項賽事上陣20次，球隊以第7名完成，失去升班資格。

### 阿仙奴
2018年7月11日，古恩度斯轉會至英格蘭超級足球聯賽球會阿仙奴，轉會費為700萬鎊，將穿上29號球衣。8月12日，他於對陣曼城的聯賽中，首次於英超上陣，但球隊於主場以0比2落敗；古恩度斯全場觸球72次，為全隊之首。
10月4日，古恩度斯於欧足联欧洲联赛客勝卡拉巴克3比0的比賽中，接應的傳球，攻入職業生涯首個入球。
2018-2019英超赛季，古恩度斯共为阿森纳在联赛中出场33次，欧联杯中出场10次并攻入一球，联赛杯中出场3次并助攻两次。
但年少氣盛的他經常在比賽中鬧事，尤其在2019/20球季因和白禮頓前鋒慕比發生衝突時出手叉頸，使領隊阿迪達決意未來不再用他，後一季即將他外借至哈化柏林，至上季改回法甲效力馬賽才重生。

### 柏林赫塔
2020年12月12日，古恩度斯在柏林赫塔客場1-1對上門興格拉德巴赫平局的比賽中踢進職業生涯與在德甲首次進球。

### 馬賽
2021年7月6日，古恩度斯被租借到法甲球會马赛參加2021-22賽季。該交易包括根據滿足某些條件的購買選擇權。 2022年他正式轉會到法甲球會馬賽。
2022年7月1日，马赛俱乐部确认激活了以900万英镑买断的条款。 2023年8月15日，贡多齐在与帕纳辛奈科斯的欧洲冠军联赛第三轮资格赛第二回合比赛中，于第68分钟替补登场，当时他的球队以2-0领先；然而，他在补时阶段送出点球，使比分扳平为2-2，随后在点球大战中第一个罚失点球，最终马赛以3-5告负，被淘汰出局。

### 拉齐奥
2023年8月31日，在夏季转会窗截止日，贡多齐租借加盟意甲俱乐部拉齐奥，为期一个赛季， 此交易包括一项1500万欧元的买断选项，以及300万欧元的附加条款，若满足特定条件，该选项将变为强制性买断。
2024年4月21日，据多家媒体（如Calciomercato.com和TMW）报道，拉齐奥管理层决定从法国俱乐部马赛签下贡多齐，并激活了他的附加买断条款。为了激活该条款，拉齐奥至少需要在当季意甲联赛中排名第十二名以上，该俱乐部在4月19日以1-0战胜热那亚后顺利达成了这一条件。

## 國家隊生涯
古恩度斯於法國出生，曾代表法國 U18、法國 U19和法國 U20上陣。他擁有摩洛哥血統，摩洛哥國家足球隊領隊埃爾韋·勒納爾曾於2017年接觸古恩度斯，希望他改為摩洛哥隊上陣。2017年3月，古恩度斯的父親與勒納爾見面後，他決定繼續為法國隊上陣。
2019年9月2日，古恩度斯首次獲法國國家足球隊徵召，代替受傷的，參加對陣阿爾巴尼亞國家足球隊和安道爾國家足球隊的2020年歐洲國家盃外圍賽。
2022年11月，古恩度斯獲法國國家足球隊徵召出戰2022年世界盃。

## 個人生活
古恩多茲已與伴侶梅·弗夫斯克結婚，兩人的女兒梅琳於2021年5月7日出生。

## 生涯統計
截至2018年4月16日
| 球會       | 賽季        | 聯賽               | 聯賽 | 聯賽 | 盃賽 | 盃賽 | 聯賽盃 | 聯賽盃 | 歐洲賽事 | 歐洲賽事 | 其他 | 其他 | 總計 | 總計 |
| 球會       | 賽季        | 聯賽               | 出場 | 入球 | 出場 | 入球 | 出場   | 入球   | 出場     | 入球     | 出場 | 入球 | 出場 | 入球 |
| ---------- | ----------- | ------------------ | ---- | ---- | ---- | ---- | ------ | ------ | -------- | -------- | ---- | ---- | ---- | ---- |
| 洛里昂 B隊 | 2015-16賽季 | 法國全國乙組聯賽   | 6    | 0    | —    | —    | —      | —      | —        | —        | —    | —    | 6    | 0    |
| 洛里昂 B隊 | 2016-17賽季 | 法國全國乙組聯賽   | 17   | 0    | —    | —    | —      | —      | —        | —        | —    | —    | 17   | 0    |
| 洛里昂 B隊 | 2017-18賽季 | 法國全國乙組聯賽   | 1    | 0    | —    | —    | —      | —      | —        | —        | —    | —    | 1    | 0    |
| 洛里昂 B隊 | 總計        | 總計               | 24   | 0    | 0    | 0    | 0      | 0      | 0        | 0        | 0    | 0    | 24   | 0    |
| 洛里昂     | 2016-17賽季 | 法國甲組足球聯賽   | 8    | 0    | 1    | 0    | 0      | 0      | —        | —        | —    | —    | 9    | 0    |
| 洛里昂     | 2017-18賽季 | 法國乙組足球聯賽   | 18   | 0    | 1    | 0    | 2      | 0      | —        | —        | —    | —    | 21   | 0    |
| 洛里昂     | 總計        | 總計               | 26   | 0    | 2    | 0    | 2      | 0      | 0        | 0        | 0    | 0    | 30   | 0    |
| 阿仙奴     | 2018-19賽季 | 英格蘭足球超級聯賽 | 5    | 0    | 0    | 0    | 1      | 0      | 2        | 1        | —    | —    | 8    | 1    |
| 阿仙奴     | 總計        | 總計               | 5    | 0    | 0    | 0    | 1      | 0      | 2        | 1        | 0    | 0    | 8    | 1    |
| 生涯總計   | 生涯總計    | 生涯總計           | 55   | 0    | 2    | 0    | 3      | 0      | 2        | 1        | 0    | 0    | 62   | 1    |

## 榮譽

### 球會
阿仙奴
- 英格蘭足總盃冠軍：2019-20賽季[25]

### 國家隊
法國
- 歐洲足協國家聯賽冠軍：2020–21賽季[26]

## 外部連結
- Soccerway資料庫：馬泰奧·岡杜齊
- 古安杜斯 （页面存档备份，存于）於FFF官方網站上的資料
- 足球数据库：馬泰奧·岡杜齊的球员统计数据